# Koha
Koha — автоматизированная библиотечная информационная система (АБИС) и в действительности является первой свободной АБИС. Разработку АБИС Koha начала в 1999 году Katipo Communications для библиотечного союза Хорофенуа, Новая Зеландия. Первая инсталляция состоялась в январе 2000 года.
Название «koha» означает подарок, дар на языке маори (Новая Зеландия).

## Возможности
Koha имеет большинство ожидаемых возможностей программного обеспечения АБИС, в частности:
- Интерфейс для библиотекарей и читателей (посетителей)
- Поиск
- Оборот и управление читателями
- Модуль каталогизации со встроенным клиентом Z39.50
- Полная система поступлений, в частности бюджетные расходы и ценовые данные (с включением поставщиков и конверсией валют)
- Простая система поступлений для маленькой библиотеки
- Способность работать с любым количеством подразделов, посетителей, категорий посетителей, экземпляров, категорий экземпляров, валют и других данных
- Система периодики для журналов или газет
- Списки прочитанного для посетителей.

## История
АБИС Koha была создана в 1999 году компанией Katipo Communications для библиотечного союза Хорофенуа в Новой Зеландии. Первая установка была в январе 2000 года. В 2001 году Поль Пулен (из Марселя, Франция) начал добавлять новые возможности в АБИС Koha, наиболее значимой была поддержка многих языков. Koha была переведена с её оригинального английского языка на французский, китайский, арабский и несколькими других языков. Поддержка международных записей, MARC-стандарта каталогизации, и Z39.50 были добавлены Полем Пуленом в 2002 году. Финансовую поддержку для MARC и Z39.50 оказала Нельсонвильская публичная библиотека.
В 2005 году компания Liblime, основанная в Огайо, взялась за поддержку Koha и они добавляют новые возможности, в частности интегрировали поддержку Zebra, высокоскоростной контекстуальной базы данных, которая кардинально увеличила скорость поисков в АБИС Koha, а также улучшила масштабируемость системы (таким образом в настоящий момент поддерживаются десятки миллионов библиографических записей). Возможность интеграции БД Zebra спонсировала Федеральная библиотечная система округа Crawford.

## Разработка
АБИС Koha версии 3.0.0 была выпущена 11 августа 2008 года. Новые возможности включают новый дизайн пользовательского интерфейса, более совершенные поисковые функции, лучшую поддержку многих подразделений, метки читателей и много общих улучшений.

## Требования

### Сервер
Серверная сторона АБИС Koha написана на языке программирования Perl и требует:
- Perl
- Веб-сервер Apache (2.Х считается лучше)
- Сервер MySQL 5 (начиная с 4.1 должным образом обрабатывается кодировка)
- Модули Perl для некоторых функций

### Клиент

#### Веб-обозреватель
Клиентская часть интерфейса (электронный каталог) АБИС Koha написана на XHTML с использованием CSS 2.0, использует графику PNG и правильно будет отображаться в любой операционной системе и любом совместимом с CSS 2.0 браузере.
Интерфейс библиотекарей имеет схожие требования, но требует правильной работы браузера с Javascript.

## Коха и Windows
АБИС Коха преимущественно используется под Linux. Теоретически она может работать под Windows. Однако под Windows это требует сложной установки нескольких модулей, которые нужно загружать из Интернета и версии которых могли измениться с момента опубликования документации по Коха.